# Tephrosia barbatala
Tephrosia barbatala är en ärtväxtart som beskrevs av Bosman och De Haas. Tephrosia barbatala ingår i släktet Tephrosia och familjen ärtväxter. IUCN kategoriserar arten globalt som otillräckligt studerad.

## Underarter
Arten delas in i följande underarter:
- T. b. barbatala
- T. b. glabra